# Shogo Taniguchi
Shogo Taniguchi (谷口 彰悟 Taniguchi Shōgo?), född 15 juli 1991, är en japansk fotbollsspelare som spelar för Kawasaki Frontale.

## Landslagskarriär
Taniguchi debuterade för Japans landslag den 11 juni 2015 i en 4–0-förlust mot Irak. I november 2022 blev han uttagen i Japans trupp till VM 2022.